# Diodo volano
Il diodo volano è un semiconduttore collegato in parallelo all'avvolgimento di un relè di tipo elettromagnetico. Il semiconduttore viene polarizzato direttamente verso massa, questa connessione serve ad eliminare l'energia residua accumulata nel solenoide durante un ciclo di lavoro. Infatti l'energia magnetica, provocata dalla circolazione di corrente nel circuito, al termine del transitorio,  dà luogo ad un'altra f.e.m. (residua) di segno opposto che, ai sensi della legge di Lenz ( e = - dφ/dt), si oppone alle cause che la hanno generata e quindi si opporrebbe ad un nuovo ciclo di lavoro del dispositivo, inficiandone in tal modo il funzionamento poiché ritarderebbe o contrasterebbe del tutto la successiva commutazione del relè, con anomalie del funzionamento della rete elettrica in cui il relè è inserito. In termini analitici, al cessare del transitorio, per la legge di Lenz, ai capi del circuito si troverà un gradino di ampiezza pari (considerando per semplicità di calcolo trascurabili le perdite) e di segno opposto al transitorio, con durata di circa 5τ(Tau). Il semiconduttore risulta così polarizzato direttamente ed elimina, con shunt verso massa, il valore eccedente la tensione della giunzione p-n che, a seconda del materiale di cui è composto il dispositivo, si attesta tra 0,2 e 0,6 Volt, dato che questo valore si può considerare senz'altro trascurabile in relazione alle grandezze in gioco, il relè risulta disponibile ad un altro ciclo di lavoro. Il nome "diodo volano" è preso in prestito dalla meccanica; infatti, connesso in questo modo, il semiconduttore si comporta in modo analogo all'organo meccanico da cui prende il nome, cioè consente al sistema elettrico in cui è inserito di superare i punti morti tra una fase attiva e la successiva.